# أومبرتو توزي
أومبرتو توزي هو مغني بوب وروك إيطالي ولد في 4 مارس 1952.